# Армяно-Григорианский храм
Армяно-Григорианский храм — бывший храм Армяно-Григорианской церкви, располагавшийся на Греческой улице Таганрога с 1900 по 1929 годы. После сноса храма на его месте выстроен трёхэтажный многоквартирный дом (№ 62).

## История храма
Участок земли на Греческой улице рядом с Каменной лестницей, на котором был впоследствии выстроен Армяно-Григорианский храм, подарил городу крупный коммерсант Яков Михайлович Серебряков в 1895 году, в память священного коронования императора Николая II.

## Церковные служители
На момент освящения храма священника не было. Выборы священнослужителя были назначены на 4 июня 1906 года. Желающих занять место пастыря оказалось несколько, среди них отец Иоанн Оксентьянц (Аксентьянц) и отец Вартаньянц. На этом собрании священником единогласно избрали отца Иоанна из села Екатериновка. Узнав об этом жители села остались недовольны и со своей стороны начали ходатайствовать об оставлении его на прежнем месте. Духовенство пошло навстречу сельским жителям и не утвердило решение верующих таганрогской общины. 24 сентября состоялось второе собрание, на котором присутствовал армянский архимандрит Муше. Как ни настаивали прихожане на вторичном допуске к выборам Иоанна Оксентьянца, поставленный в неловкое положение архимандрит отказал, ссылаясь на консисторский приказ, но предложил избрать комиссию для представления ходатайства епархиальному начальству. Ввиду настоятельного требования прихожан из села Екатериновки, просьба комиссии не была удовлетворена. Поставленные перед выбором единственного кандидата, участники собрания через несколько месяцев избрали священником Вартаньянца из Красноводска. Судьба, однако, благоволила к прихожанам таганрогской колонии армян. Пожелав воспользоваться указом от девятого сентября 1906 года «Об укреплении надельной земли», поселяне села Екатериновки стали выходить из общины, а оставшиеся не могли содержать священника, добровольно отказавшись от его услуг. С радостью восприняв это сообщение таганрогские прихожане назначили последнее собрание, на котором выставили кандидатуры обоих священников. Оксентьянц получил сорок пять голосов против двух и был утвержден на должность священника армянской церкви в Таганроге. Отец Иоанн проходил курс обучения в Нахичеванской-на-Дону армянской семинарии и по ее окончании получил назначение старшим учителем в село Екатериновка. После перевода местного священника в Нахичевань прихожане молитвенного дома села выдвинули Оксентьянца на право посвящения в сан священника.

## Разрушение
В конце 1920-х годов в здании закрытого Армяно-Григорианского храма были размещены мастерские артели художников-скульпторов. В этих мастерских в то время работала известный художник Валентина Руссо.
В последние годы, перед сносом, здание храма использовали под хранилище зерна Таганрогского пивоваренного завода.